# Flaminio Taja
Flaminio Taja (Siena, 17 de abril de 1602 - Roma, 5 de outubro de 1682) foi um cardeal do século XVII

## Biografia
Nasceu em Siena em 17 de abril de 1602. De família patrícia. Segundo filho de Alessandro del Taja e Artemisia Tondi. Foi batizado na tarde do dia em que nasceu. Recebeu o sacramento da confirmação na catedral de Siena em 8 de junho de 1608 do Arcebispo Camillo Borghese.
Estudou direito (nenhuma informação adicional encontrada).
Foi para Roma e exerceu a advocacia. Advogado consistorial no pontificado do Papa Alexandre VII, seu concidadão. Auditor da Sagrada Rota Romana e posteriormente decano daquele tribunal. Regente da Penitenciária Apostólica. Implorou em vão ao papa que não o promovesse ao cardinalato.
Criado cardeal sacerdote no consistório de 1º de setembro de 1681; recebeu o chapéu vermelho e o título de Ss. Nereo ed Achilleo, 17 de novembro de 1681.
Morreu em Roma em 5 de outubro de 1682, às 16h. Exposto na igreja de S. Maria in Vallicella, Roma, onde ocorreu o funeral; transferido privadamente à tarde para a igreja de S. Maria della Pace e aí sepultado.